# Biston doubledayaria
Biston doubledayaria là một loài bướm đêm trong họ Geometridae.